# أرت واتسون
أرت واتسون (بالإنجليزية: Art Watson)‏ هو لاعب كرة قاعدة أمريكي، ولد في 11 يناير 1884 في Jefferson, Indiana ‏ في الولايات المتحدة، وتوفي في 9 مايو 1950 في بوفالو في الولايات المتحدة.

## وصلات خارجية
- أرت واتسون على موقعبيزبول رفرنس.كوم (الدوري الرئيسي) (الإنجليزية)
- أرت واتسون على موقعبيزبول رفرنس.كوم (الدوري الثانوي) (الإنجليزية)